# Bonastre (kommun)
Bonastre är en kommun i Spanien.   Den ligger i provinsen Província de Tarragona och regionen Katalonien, i den östra delen av landet, 400 km öster om huvudstaden Madrid. Antalet invånare är 651. Arean är 25,0 kvadratkilometer. Bonastre gränsar till La Pobla de Montornès, Salomó, Montferri, Creixell, Roda de Barà, Vespella de Gaià, Masllorenç och Albinyana. 
Terrängen i Bonastre är platt åt nordväst, men åt sydost är den kuperad.